# Linares de Riofrío
Linares de Riofrío es un municipio y localidad española de la provincia de Salamanca, en la comunidad autónoma de Castilla y León. Se integra dentro de la comarca de la Sierra de Francia, la subcomarca de Las Quilamas y la microcomarca de La Calería.
Su término municipal está formado por un solo núcleo de población, ocupa una superficie total de 27,90 km² y según los datos demográficos recogidos en el padrón municipal elaborado por el INE en el año 2017, cuenta con una población de 979 habitantes.

## Geografía
Linares de Riofrío se encuentra situado en la comarca de la Sierra de Francia-Quilamas-La Calería. El punto más alto del término municipal es el pico del Mojón del Marrano con 1383 m s. n. m. Otro punto de interés es la Sierra Chica con 1258 m s. n. m..
| Noroeste: Escurial de la Sierra | Norte: Hondura de Huebra  | Noreste: Santo Domingo |
| Oeste: Cilleros de la Bastida   |                           | Este: Monleón          |
| Suroeste: Valero                | Sur: San Miguel de Valero | Sureste: El Tornadizo  |

Las precipitaciones alcanzan un total anual de 1005 mm. y la temperatura media anual es de 12,7 °C. El periodo de heladas abarca siete meses.

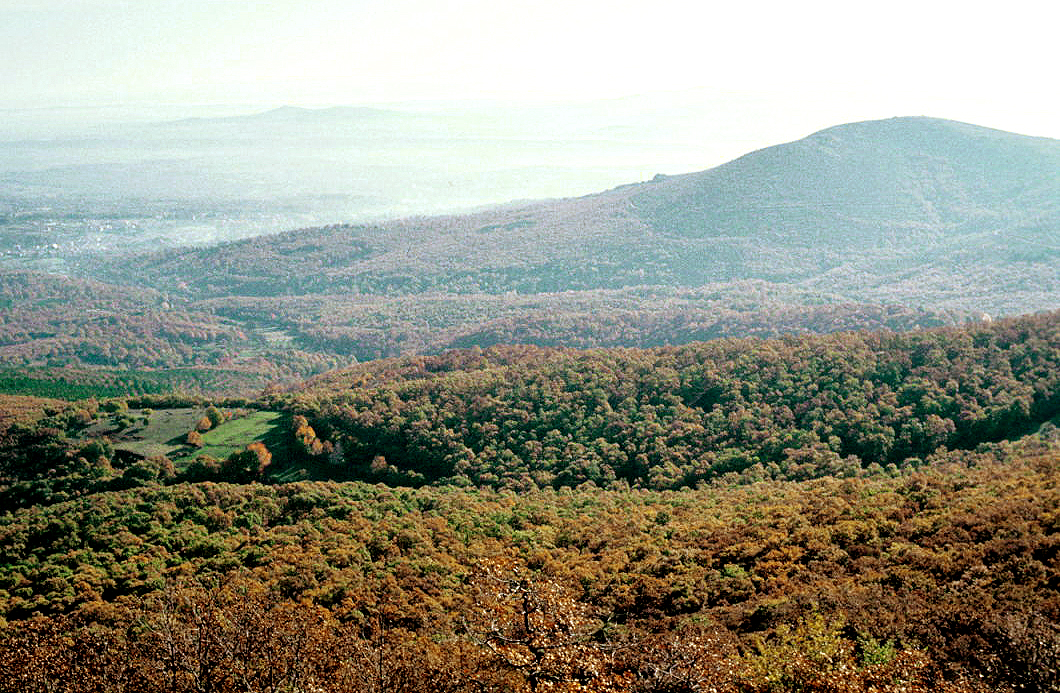
Bosque de la Honfría

En sus inmediaciones se encuentra el paraje de La Honfría, bosque mixto donde predominan el castaño y el melojo, con presencia importante de acebo y avellano. Cabe destacar la humedad de la zona (abundan manantiales, arroyos y fuentes) que hace agradable su visita también en tiempos estivales.
Para acceder al parque de la Honfría existe una pista forestal que permite el acceso con coche, desde Linares, prácticamente hasta arriba; aunque es recomendable realizar el camino a pie. Además existen atajos que solo pueden realizarse andando y hacer más rápido el acceso al parque. 
Al inicio de la pista dejaremos a la izquierda varios  hornos y una antigua fábrica con tres hornos más donde se elaboraba la cal morena. Después de dos kilómetros aproximadamente, también a la izquierda  nos encontraremos con "La Peña Tarrera", lugar que a finales del invierno florecen multitud de narcisos, avanzando el camino nos encontramos  "La fuente el Cerezo" con zonas recreativas, merenderos y castaños centenarios, continuando la pista, a la izquierda sale un desvío que nos llevará a "La fuente de la Honfría" con merendero, parque infantil, fuente, barbacoas y refugio que ya no se le da casi uso. Desde la pista que pasa por delante de la fuente y el refugio podemos acceder hasta "El Hueco", lugar desde donde se observará una perfecta vista panorámica del Valle de las Quilamas, en esa misma pista forestal tenemos otro desvío para acceder a las "Peñas del Agua" desde donde podremos observar unas vistas panorámicas del pueblo y las llanuras que continúan hasta Salamanca tras finalizar la sierra de Francia por la parte norte. Siguiendo la pista principal nos llevará hasta "El pico Cervero" donde se encuentra un puesto de vigilancia contra incendios.

## Historia
Aunque los restos arqueológicos nos muestran un poblamiento anterior en el término municipal, con restos de un castro vetton, la fundación del actual Linares de Riofrío se remonta a la repoblación efectuada por los reyes de León entre finales del siglo XII y principios del XIII, quedando entonces integrado en el Alfoz de Monleón, dentro del Reino de León. Tras la desaparición del concejo monleonense en 1248, Linares pasó a integrarse en el de Salamanca, dentro del Cuarto de Peña del Rey. Con la creación de las actuales provincias en 1833, Linares de Riofrío quedó integrado en la provincia de Salamanca, dentro de la Región Leonesa.
En la actualidad se ha comprobado la existencia de seis lagares rupestres en los parajes de "Coquilla", "Las Viñas", "Majada Llana", "Las Carreteras", "Los Vallejos" y "Relagüesa", todos ellos realizados en berrocales. Con el transcurso del tiempo se han ido deteriorando, unas veces por causas naturales y otras por la mano del hombre. Su pérdida será irremediable, si no se toman las medidas necesarias para su conservación.

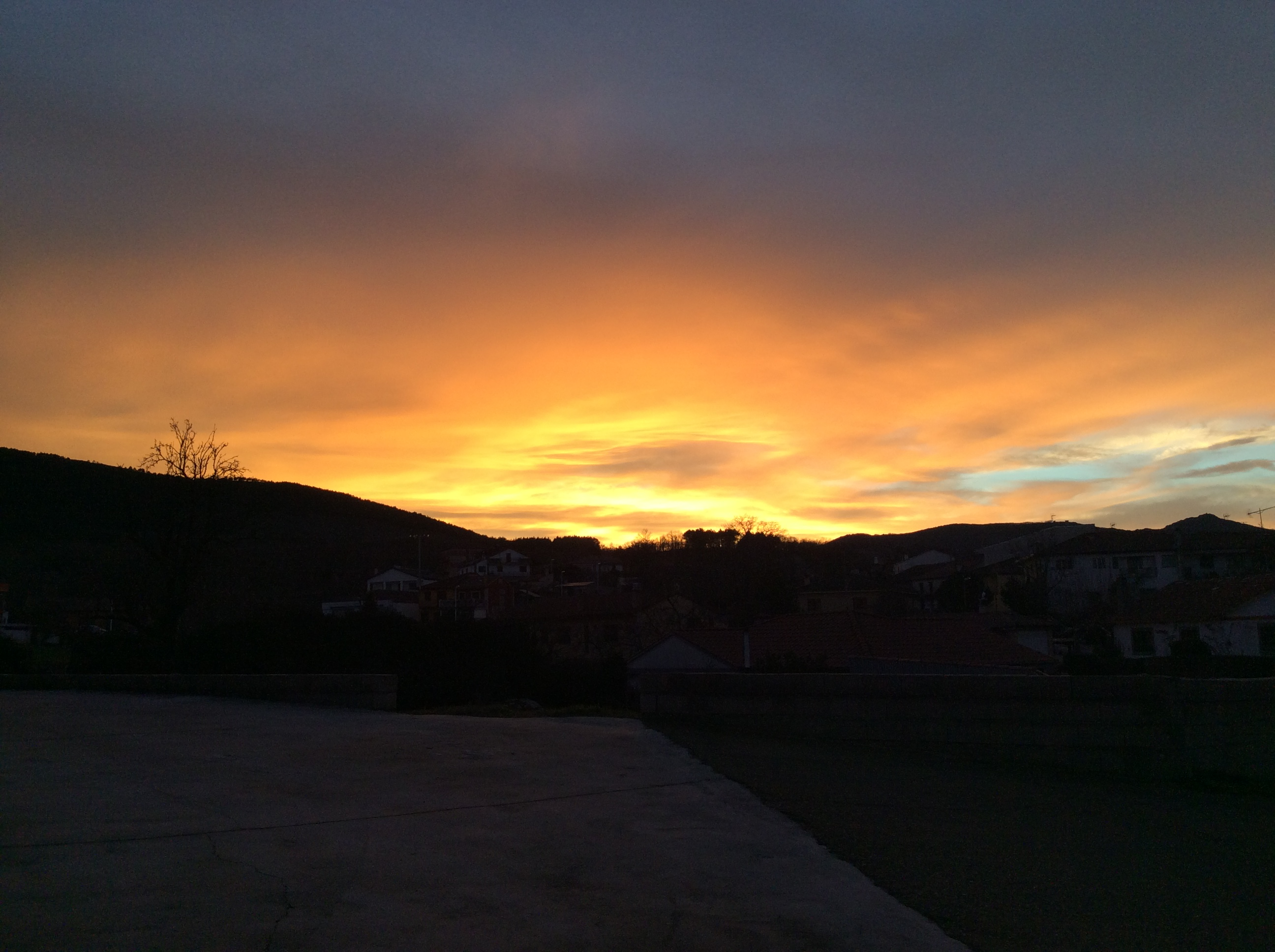
foto del atardecer

## Demografía
Linares de Riofrío cuenta con una población de 913 habitantes (INE 2024).
| Gráfica de evolución demográfica de Linares de Riofrío entre 1842 y 2021 |
| |
| Población de derecho según los censos de población del INE Población de hecho según los censos de población del INEEn estos censos se denominaba Linares: 1842, 1857, 1860, 1877, 1887 y 1897 |

En la segunda mitad del siglo XX Linares conoció una importante emigración, a otras zonas de España y también a Alemania, Suiza y Francia. También en los años recientes la población muestra un descenso, ligero pero sostenido. Paralelamente ha habido un incremento de las personas que acuden a este municipio como segunda residencia, principalmente en época estival.

## Economía
Económicamente predomina el sector primario y destacó en su momento la producción de fresas, un cultivo que perdió pronto su importancia. En épocas recientes ha cobrado alguna importancia la construcción (relacionada con la importancia de las segundas residencias), así como el sector servicios. Existe un hotel, un campamento, varios restaurantes y algún establecimiento de turismo rural.
En su día, una de las actividades principales de esta localidad fue la producción de cal, una de las pocas industrias características de la comarca, siendo la cal morena de Linares muy reconocida por su calidad y que sirvió para la elaboración del mortero con el que se construyó la plaza Mayor de Salamanca.
La elaboración de la cal fue una de las fuentes de economía en los siglos pasados. La piedra azulada de la sierra era transportada en carros hasta los hornos donde se realizaba la cocción.
El proceso de fabricación era muy simple y para ello se utilizaban materiales del entorno; a una capa de madera le sucedía una de piedra, otra de madera, otra de piedra y así sucesivamente hasta que el horno estaba lleno. Dependiendo de la madera, generalmente escoba o roble, la calidad de la cal variaba.
El tiempo de combustión solía durar alrededor de cinco días y precisaba entre diez y doce carros de leña.
Posteriormente, también en carros se llevaba a diferentes lugares de la provincia para su venta.
Todavía en el año 1959 existían en Linares 15 hornos, hoy sólo quedan algunos vestigios:ruinas de una fábrica y varios hornos de los que trabajaron hasta hace unas décadas.

## Cultura

### Fiestas
En Linares de Riofrío existen varias festividades de las cuales las más importantes son el Lunes de aguas, que se celebra el segundo lunes después del Domingo de Pascua, y Nuestra Señora de la Asunción, el 15 de agosto. A estas se le suman la tradicional fiesta de la fresa la cual suele ser el primer fin de semana de junio o la feria cinegética dedicada principalmente a la caza y a la pesca. 

## Administración y política
| Partido político                         | 2023  | 2023  | 2023       | 2019  | 2019  | 2019       | 2015  | 2015  | 2015       | 2011  | 2011  | 2011       | 2007  | 2007  | 2007       | 2003  | 2003  | 2003       |
| Partido político                         | %     | Votos | Concejales | %     | Votos | Concejales | %     | Votos | Concejales | %     | Votos | Concejales | %     | Votos | Concejales | %     | Votos | Concejales |
| Partido Popular (PP)                     | 57,41 | 333   | 5          | 61,17 | 410   | 6          | 72,50 | 406   | 6          | 66,01 | 400   | 5          | 50,25 | 306   | 4          | 65,99 | 458   | 6          |
| Unión del Pueblo Leonés (UPL)            | 23,96 | 139   | 2          | —     | —     | —          | —     | —     | —          | —     | —     | —          | —     | —     | —          | —     | —     | —          |
| Vox                                      | 10,00 | 58    | 0          | —     | —     | —          | —     | —     | —          | —     | —     | —          | —     | —     | —          | —     | —     | —          |
| Partido Socialista Obrero Español (PSOE) | 7,75  | 45    | 0          | 23,82 | 131   | 1          | 22,86 | 128   | 1          | 30,69 | 186   | 2          | 47,45 | 289   | 3          | 32,56 | 226   | 3          |